# Федеральное собрание (Швейцария)
Федеральное собрание (нем. Bundesversammlung, фр. Assemblée fédérale, итал. Assemblea federale, романш. Assamblea federala) — парламент Швейцарии, состоящий из двух равноправных палат — Совета кантонов (46 членов) и Национального совета (200 членов). Находится в Федеральном дворце в Берне.

## Основные функции
- На совместном заседании обеих палат Федерального собрания избираются члены Федерального совета, президент и вице-президент, федеральные судьи, канцлер и командующий армией (в случае кризиса или войны).
- Федеральное собрание рассматривает прошения о помиловании, осуждённых федеральным судом.
- Наряду с Федеральным советом и Верховным судом, Федеральное собрание является одной из трёх ветвей власти в стране и выполняет функции законодательного органа.

## Комитеты
- Законодательные:
  - Комитет по иностранным делам (Aussenpolitische Kommission, Commission de politique extérieure, Commissione della politica estera);
  - Комитет по науке, образованию и культуре (Kommission für Wissenschaft, Bildung und Kultur, Commission de la science, de l'éducation et de la culture, Commissione della scienza, dell'educazione e della cultura);
  - Комитет по вопросам социального обеспечения и здравоохранения (Kommission für soziale Sicherheit und Gesundheit, Commission de la sécurité sociale et de la santé publique, Commissione della sicurezza sociale e della sanità);
  - Комитет по охране окружающей среды, территориальному планированию и энергетике (Kommission für Umwelt, Raumplanung und Energie, Commission de l'environnement, de l'aménagement du territoire et de l'énergie, Commissione dell'ambiente, della pianificazione del territorio e dell'energia);
  - Комитет по безопасности (Sicherheitspolitische Kommission, Commission de la politique de sécurité, Commissione della politica di sicurezza);
  - Комитет по транспорту и телекоммуникациям (Kommission für Verkehr und Fernmeldewesen, Commission des transports et des télécommunications, Commissione dei trasporti e delle telecomunicazioni);
  - Комитет по вопросам экономики и налогообложения (Kommission für Wirtschaft und Abgaben, Commission de l'économie et des redevances, Commissione dell'economia e dei tributi);
  - Политический комитет (Staatspolitische Kommission, Commission des institutions politiques, Commissione delle istituzioni politiche);
  - Правовой комитет (Kommission für Rechtsfragen, Commission des affaires juridiques, Commissione degli affari giuridici);
  - Комитет общественных работ;
- Наблюдательные комитеты:
  - Финансовый комитет (Finanzkommissionen, Commissions des finances, Commissioni delle finanze);
  - Комитет по аудиту (Geschäftsprüfungskommissionen, Commissions de gestion, Commissioni della gestione);
- Судебный комитет (Gerichtskommission, Commission judiciaire, Commissione giudiziaria)
- Комитет по иммунитету (Immunitätskommission, Commission de l'immunité, Commissione dell’immunità)
- Комитет по помилованию (Begnadigungskommission, Commission des grâces, Commissione delle grazie).

## Палаты

### Совет кантонов
В состав верхней (малой) палаты Федерального собрания входят 46 членов, по два от каждого кантона и по одному от полукантонов независимо от их численности населения. 
Каждый кантон сам выбирает процедуру для избрания своего представителя. В кантоне Юра используется пропорциональная система выборов, в остальных кантонах депутаты избираются большинством голосов.

### Национальный совет
Нижняя (большая) палата парламента представлена 200 членами, избираемых народом. Выборы в Национальный совет проводятся каждые четыре года по пропорциональной системе. Каждый кантон является избирательным округом, который избирает по крайней мере одного депутата в пропорции к численности населения, даже если его население составляет ниже среднего национального уровня населения на одно место (которое составляет 38 000 на конец 2007 года). Таким образом, Цюрих имеет 34 места, Аппенцелль-Иннерроден, Аппенцелль-Ауссерроден, Гларус, Нидвальден и Обвальден имеют каждый по одному.